# Erdődy
Erdődy, hrvatsko-ugarska velikaška obitelj podrijetlom iz ugarske županije Szatmár koja je imala posjede u Ugarskoj, Slavoniji i Hrvatskoj sjeverno od Kupe. Obitelj je stoljećima imala istaknutu ulogu u političkom i društvenom životu Hrvatske.

## Povijest
Uspon obitelji započeo je u doba kardinala i nadbiskupa Tome Bakača (1435. – 1521.) koji je, zajedno s braćom, dobio 1495. plemstvo. Njegov nećak Petar I. (1543.) stekao je 1511. naslov baruna te promijenio prezime Bakač u Erdődy s pridjevkom de Monyorokerek i de Monoszlo (Moslovački). U srodstvu su s obitelji Čuporima Moslavačkim. Godine 1565. dobili su Erdődyji od kralja Maksimilijana II. grofovsku titulu koja i je potvrđena 1580. godine.
Obitelj je dala pet hrvatskih banova, a brojni članovi istaknuli su se u borbama protiv Turaka. Osobito je bila značajna uloga bana Tome II. Erdődyja 1593. godine u bitki kod Siska kojom je onemogućen daljnji osmanski prodor na zapad. Godine 1607. kralj Rudolf II. dodijelio im je na ime vojnih zasluga nasljednu čast velikih župana Varaždinske županije.
Od Petra III. (16. st.) potječe hrvatska grana obitelji Erdődy koja je imala sjedište u Jastrebarskom. Izumiru 1703. godine, kada njihove posjede u Hrvatskoj nasljeđuje mađarska grana obitelji. U 18. stoljeću obitelj se ponovno grana na mađarski i hrvatski ogranak. Pripadnici hrvatske loze imali su posjede u Hrvatskoj sve do 1945. godine.
U 19. stoljeću djelovala je prva hrvatska operna pjevačica grofica Sidonija Erdődy Rubido.

## Vlastelinstva u Hrvatskoj
Obitelj Erdödy posjedovala je brojna vlastelinstva u Hrvatskoj, osobito u 16. stoljeću (Jastrebarsko, Cesargrad, Kerestinec, Moslavina, Samobor, Varaždin, Okić, Gračenica i dr.).
U 18. stoljeću obitelj je stekla dodatne posjede (Bela, Ivanec, Cerje i Jurketinec u Hrvatskom zagorju). Poslije pada Austro-Ugarske monarhije Erdödy su izgubili veći dio posjeda, no neke su i zadržali; Jastrebarsko do 1922., Novi Marof do 1923. i Stari grad Varaždin do 1924. godine.

## Banovi iz obitelji Erdödy
- Petar II., 1557. – 1567.
- Toma II., 1584. – 1595. i 1608. – 1614.
- Žigmund I., 1627. – 1639.
- Nikola III., namjesnik banske časti (1674. – 1680.) i ban (1680. – 1693.)
- Ivan II., 1790. – 1806.